# خيسوس ميدينا
خيسوس ميدينا (بالإسبانية: Jesús Medina) (30 أبريل 1997 بأسونسيون في باراغواي - ) هو مدرب كرة قدم ولاعب كرة قدم باراغواياني في مركز الوسط. شارك مع منتخب باراغواي تحت 17 سنة لكرة القدم ومنتخب الباراغواي تحت 20 سنة لكرة القدم. أما مع النوادي، فقد لعب مع نادي ليبرتاد.

## وصلات خارجية
- خيسوس ميدينا على موقع الدوري الأمريكي (الإنجليزية)
- خيسوس ميدينا على موقع قاعدة بيانات كرة القدم.إي يو (الإنجليزية)
- خيسوس ميدينا على موقع ناشيونال فوتبول تيمز (الإنجليزية)
- خيسوس ميدينا على موقع Soccerway.com (الإنجليزية)
- خيسوس ميدينا على موقع عالم كرة القدم.نت (الإنجليزية)
- خيسوس ميدينا على موقع AS.com (الإسبانية)